# Großer Küstrinsee
Der Große Küstrinsee, auch Großer Küstrinchener See oder einfach Küstrinsee liegt östlich von Lychen im Nordosten Brandenburgs und ist der längste See im Verlauf des Havel-Zuflusses Lychener Gewässer. Auf zwei verschiedenen Wegen erhält er Wasser aus den Feldberger Seen im nahen Mecklenburg-Vorpommern. Er gehört zur Uckermärkischen Seenlandschaft und liegt im Naturpark Uckermärkische Seen. 
Der See ist in West-Ost-Richtung gestreckt und etwas gewunden. Die nähere Umgebung ist größtenteils bewaldet. Das Gewässer ist ungefähr sechs Kilometer lang und im Schnitt nicht breiter als 300 Meter. Am Westende des Sees liegt die namensgebende kleine Siedlung Küstrinchen auf einer aufsteigenden Endmoräne. Das Einzugsgebiet hat eine Fläche von 92,82 km².

## Fauna
Hauptfischarten sind der Karpfen, die Schleie, die Brachse, der Hecht, der Zander, der Flussbarsch, der Europäische Flussaal und verschiedene Weißfischarten.

## Weblink
- Seedaten (PDF; 222 kB) vom Ministerium für Ländliche Entwicklung, Umwelt und Verbraucherschutz (MUGV)

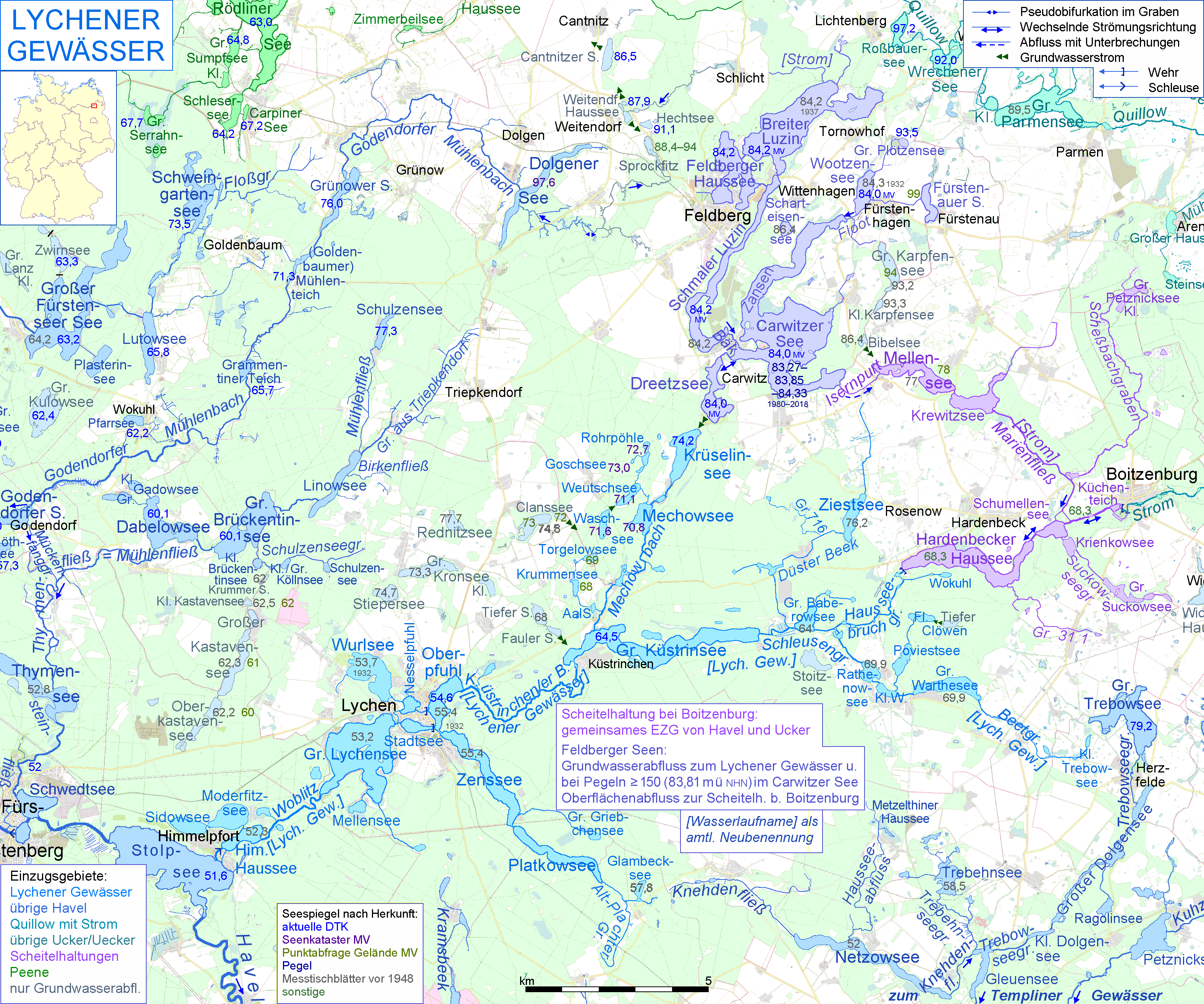
Im Küstrinsee mündet der Mechowbach in den von Osten kommenden Hauptstrang des Lychener Gewässers